# Họ Màn màn
Họ Màng màng hay họ Màn màn (danh pháp khoa học: Cleomaceae, đồng nghĩa: Oxystylidaceae) là một họ nhỏ trong thực vật có hoa thuộc bộ Cải (Brassicales), theo truyền thống được gộp trong họ Bạch hoa (Capparaceae), nhưng gần đây đã được nâng cấp lên thành một họ mới khi các chứng cứ DNA chỉ ra rằng các chi nằm trong nhóm này có họ hàng gần gũi với họ Cải (Brassicaceae) hơn là so với các loài trong họ Capparaceae.
Theo website của APG, họ Cleomaceae bao gồm khoảng 300 loài trong 10 chi, với chi Cleome chứa khoảng 275 loài (khi bao gồm cả chi Podandrogyne).
Các chi sau đây được đặt trong họ Cleomaceae:
- Cleome L. (bao gồm cả Buhsea, Celome, Chilocalyx, Decastemon, Dianthera, Isomeris, Justago, Pedicellaria, Physostemon, Rorida, Roridula, Tetrateleia, Tetratelia): màng màng
- Cleomella DC.
- Dactylaena Schult.f.
- Haptocarpum Ule
- Oxystylis Torr. & Frem.
- Podandrogyne Ducke (có thể là một phần của chi Cleome).
- Polanisia Rafinesque (bao gồm cả Cristatella)
- Wislizenia Engelm.

Các chi sau đây có thể coi là độc lập hoặc là một phần của chi Cleome:
- Arivela Raf.
- Carsonia Greene
- Cleoserrata H. H. Iltis
- Gynandropsis DC.
- Hemiscola Raf.
- Peritoma DC.
- Tarenaya Raf.